# Neuroleon nigericus
Neuroleon nigericus är en insektsart som beskrevs av Navás 1935. Neuroleon nigericus ingår i släktet Neuroleon och familjen myrlejonsländor. Inga underarter finns listade i Catalogue of Life.